# Хахино
Хахино — деревня в Ядровской волости Псковского района Псковской области.
Расположена на правом берегу реки Черёха, в 5 км к востоку от деревни Черёха.
Численность населения деревни по состоянию на 2000 год составляла 8 жителей.